# Прийма, Василий Миронович
Василий Миронович Прийма (укр. Василь Миронович Прийма; род. 10 июня 1991, Новояворовск, Львовская область) — украинский футболист, защитник.

## Биография

### Ранние годы
В пятилетнем возрасте родители отвели его в футбольную школу «Янтарь» из его родного города Новояворовск (Львовская область). Во время одного из матчей «Янтаря» его заприметил отец Андрея Гусина, который работал тренером по физической подготовке в киевской ДЮСШ-15. В 11 лет получил приглашение перебраться в Киев. В ДЮФЛ выступал за «Арсенал» (Киев), «Отрадный» (Киев), ДЮСШ-15 (Киев), КСДЮШОР (Киев).

### Клубная карьера
Зимой 2008 года перешёл в донецкий «Металлург», по приглашению клубных селекционеров. Также мог оказаться в луцкой «Волыни». В начале играл за дубль, но 20 сентября 2008 года дебютировал в Премьер-лиге в матче против клуба «Львов» (2:0). Прийма вышел на 86 минуте вместо нигерийца Санни Кингсли. В ноябре 2010 года появилась информация о том, что Приймой интересуется московское «Динамо», но последствий этот интерес не имел. В итоге Василий выступал за «Металлург» до лета 2015 года, проведя в общей сложности 123 матча и забив 4 гола в Премьер-лиге.
8 октября 2015 года появилась информация со ссылкой на агента футболиста, что Прийма может стать игроком итальянского «Торино», на прохождение медосмотра и урегулирование последних деталей контракта с которым он прилетел в Италию. 18 октября было объявлено о подписании контракта до конца сезона с опцией продления ещё на 2 года. Дебютировал за «Торино» 1 декабря, выйдя на замену вместо Чезаре Бово на 85-й минуте домашнего кубкового матча против «Чезены». 1 февраля 2016 года был отдан в аренду клубу «Фрозиноне». 13 марта 2016 года дебютировал в Серии А отыграв весь матч за «Фрозиноне» против «Карпи».
В феврале 2019 года перешел в белорусский клуб «Шахтер» из Солигорска.

### Карьера в сборной
Выступал юношескую сборную Украины до 17 лет. 30 сентября 2008 года дебютировал в юношеской сборной Украины до 19 лет в матче против Франции (1:3).

## Личная жизнь
Его отец в прошлом футболист, его приглашали во львовские «Карпаты», но он отказался.